# Lasse Rydqvist
Lars Johan ”Lasse” Rydqvist, född 4 juli 1988, är en svensk meteorolog och väderpresentatör verksam vid TV4 och StormGeo.

## Utbildning
Rydqvist läste naturvetenskapsprogrammet på Kärrtorps gymnasium och avlade studentexamen där 2007. Mellan år 2008-2013 var han student vid Stockholms universitet där han avlade kandidatexamen i meteorologi samt masterexamen i meteorologi, hydrologi och oceanografi, vilket inkluderade kurs i praktisk meteorologi (PMU). Rydqvist har även läst kurser i matematik, mekanik och informationsteknik på Kungliga Tekniska högskolan samt i vindkraft och miljö vid Högskolan på Gotland.

## Karriär
Rydqvist började sin karriär som meteorolog vid MeteoGroups Stockholmskontor 2013. År 2015 fick han jobb hos Sveriges Television och 10 september det året gjorde han sin debut som väderpresentatör på TV. Rydqvist har även arbetat hos SMHI och Foreca som meteorolog. För närvarande är han verksam vid TV4 och StormGeo.

## Privat
Lasse Rydqvist är sedan 2021 gift med Malva Lindborg och paret har en dotter tillsammans.